# Anotia marginicornis
Anotia marginicornis är en insektsart som beskrevs av Fowler 1904. Anotia marginicornis ingår i släktet Anotia och familjen Derbidae. Inga underarter finns listade i Catalogue of Life.